# Loïc Collomb-Patton
Loïc Collomb-Patton (ur. 6 września 1986) – francuski narciarz, specjalista narciarstwa dowolnego. Jego największym sukcesem jest srebrny medal w halfpipe’ie wywalczony podczas mistrzostw świata w Ruka. Nigdy nie startował na igrzyskach olimpijskich. Najlepsze wyniki w Pucharze Świata osiągnął w sezonie 2007/2008, kiedy to zajął 47. miejsce w klasyfikacji generalnej, a w klasyfikacji halfpipe’a był siódmy.

## Osiągnięcia

### Mistrzostwa świata
| Miejsce | Dzień    | Rok  | Miejscowość | Konkurencja | Zwycięzca         |
| ------- | -------- | ---- | ----------- | ----------- | ----------------- |
| 2.      | 17 marca | 2005 | Ruka        | Halfpipe    | Mathias Wecxsteen |
| 10.     | 5 marca  | 2009 | Inawashiro  | Halfpipe    | Kevin Rolland     |

#### Miejsca w klasyfikacji generalnej
- sezon 2007/2008: 47.
- sezon 2008/2009: 158.

#### Miejsca na podium
Collomb-Patton nigdy nie stawał na podium zawodów Pucharu Świata.